# Карбери

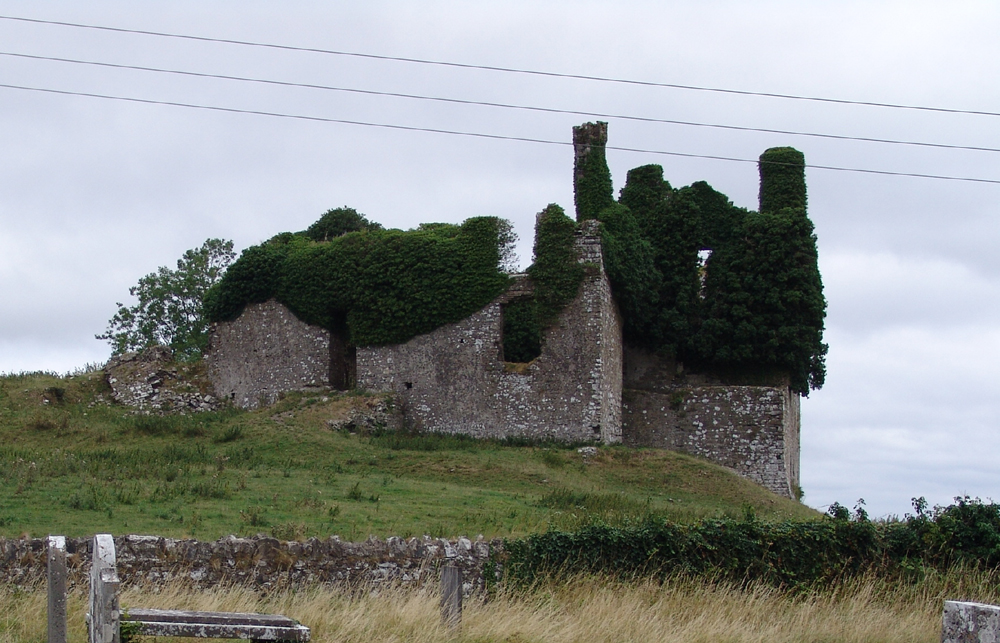
Замок Карбери

Карбери (англ. Carbury; ирл. Cairbre) — деревня в Ирландии, находится в графстве Килдэр (провинция Ленстер) у трассы R402.
Местная железнодорожная станция была открыта 10 апреля 1877 года, закрыта для пассажиров 1 июня 1931 года, для товароперевозок — 1 сентября 1932 года, и окончательно закрыта 1 апреля 1963 года.